# Sankt Hubertus (Ebersberg)
Sankt Hubertus ist ein Gemeindeteil der Gemeinde Ebersberg im oberbayerischen Landkreis Ebersberg.
Das etwa 1880 erbaute Forsthaus liegt circa drei Kilometer nordwestlich von Ebersberg, ist eine Exklave der Stadt Ebersberg, umgeben von Ebersberger Forst, Eglhartinger Forst und Anzinger Forst, und somit keine Enklave. Von den vier Flurstücken des 24.740 Quadratmeter großen Gemeindeteils liegen zwei auf der Gemarkung Eglhartinger Forst und je eines auf den Gemarkungen Anzinger Forst und Ebersberger Forst. Das ehemalige Forsthaus mit der Straßenanschrift Sankt Hubertus 1, 85560 Ebersberg liegt auf dem Flurstück 8 der Gemarkung Eglhartinger Forst und fungiert heute als Ausflugsgaststätte.

## Gemarkungen und Flurstücke
| Gemarkung          | Flurstück | Fläche m² |
| ------------------ | --------- | --------- |
| Anzinger Forst     | 168/2     | 1870      |
| Ebersberger Forst  | 67/2      | 3160      |
| Eglhartinger Forst | 7         | 11490     |
| Eglhartinger Forst | 8         | 8220      |
|                    |           | 24740     |

## Seegrasstadel
Das weniger als hundert Meter nördlich liegende Gebäude mit der Anschrift Sankt Hubertus 2, 85560 Anzinger Forst gehört nicht zur Exklave des Stadtgebiets von Ebersberg, sondern liegt im gemeindefreien Gebiet Anzinger Forst, in dessen südöstlicher Ecke (Forstdistrikt IX Buchen, Forstabteilung 31). Es handelt sich dabei um einen verwitterten Holzschuppen der Bayerischen Staatsforsten mit dem Namen Seegrasstadel (auch Seegrasstadl). Diese zu keiner Gemeinde gehörige Postanschrift wurde 2004 bis 2020 von Briefkastenfirmen genutzt.